# Бредлі (Південна Кароліна)
Бредлі (англ. Bradley) — переписна місцевість (CDP) в США, в окрузі Грінвуд штату Південна Кароліна. Населення — 160 осіб (2020).

## Географія
Бредлі розташоване за координатами 34°1′55″ пн. ш. 82°14′45″ зх. д. / 34.03194° пн. ш. 82.24583° зх. д. (34.031878, -82.245781).  За даними Бюро перепису населення США в 2010 році переписна місцевість мала площу 20,36 км², з яких 20,35 км² — суходіл та 0,01 км² — водойми.

## Демографія
Згідно з переписом 2010 року, у переписній місцевості мешкало 170 осіб у 65 домогосподарствах у складі 44 родин. Густота населення становила 8 осіб/км².  Було 92 помешкання (5/км²).
Расовий склад населення:
| - 66,5 % — білих - 33,5 % — чорних або афроамериканців |

До двох чи більше рас належало 0,0 %. Частка іспаномовних становила 1,8 % від усіх жителів.
За віковим діапазоном населення розподілялося таким чином: 27,6 % — особи молодші 18 років, 55,9 % — особи у віці 18—64 років, 16,5 % — особи у віці 65 років та старші. Медіана віку мешканця становила 40,0 року. На 100 осіб жіночої статі у переписній місцевості припадало 95,4 чоловіків;  на 100 жінок у віці від 18 років та старших — 108,5 чоловіків також старших 18 років.
За межею бідності перебувало 38,3 % осіб, у тому числі 76,9 % дітей у віці до 18 років та 26,3 % осіб у віці 65 років та старших.
Цивільне працевлаштоване населення становило 48 осіб. Основні галузі зайнятості: науковці, спеціалісти, менеджери — 31,3 %, виробництво — 25,0 %, роздрібна торгівля — 10,4 %, освіта, охорона здоров'я та соціальна допомога — 10,4 %.